# Фанні Ло
Фанні Ло (кит.: 羅范椒芬; нар. 24 лютого 1954, Британський Гонконг) - державна та політична діячка Китайської Народної Республіки, неофіційний член Виконавчої ради Гонконгу. У 2017 році вона була нагороджена Великою медаллю Баугінії за видатну державну службу та значний внесок у просування інновацій у Гонконзі.

## Освіта
Під час здобуття професійної освіти Фанні Ло навчалась і у Гонконзі, і у США. 1975 року вона із відзнакою закінчила бакалаврат Гонконзького університету у галузі хімічних наук. 1990 року Фанні Ло отримала ступінь магістра державного управління в Гарвардському університеті. Також вона має ступінь магістра освіти Китайського університету Гонконгу.

## Кар'єра
Фанні Ло розпочала кар'єру в уряді у вересні 1975 року як виконавчий директор. У жовтні 1977 року вона була переведена на адміністративну службу, де пропрацювала майже 15 років. З 1991 року до 1994 року Фанні Ло була заступником секретаря з питань державної служби. Приблизно пів року, з квітня по листопад 1994 року вона була заступником секретаря з планування, навколишнього середовища та земель. У тому ж році вона була підвищена до старшого помічника директора, а після того до заступника директора житлового департаменту. З січня по липень Ло очолювала канцелярію генерального директора, а потім була призначена Комісаром з питань транспорту. У 1998 році почалася її кар'єра як директора з питань освіти, а у 2000 році - секретаря з питань освіти та кадрів. Наприкінці 2006 року Фанні Ло стала Уповноваженою Незалежної комісії з протидії корупції. У грудні 2008 року група лікарень Тунг Ва  оголосила про призначення Ло на посаду виконавчого директора, однак в лютому 2009 року вона відмовилася від пропозиції, оскільки на урядовому рівні їй було заборонено працювати в освітніх проектах до 2011 року. З 2014 року до 2018 року Фанні Ло працювала головою Корпорації науково-технологічних парків Гонконгу. Наразі працює у Виконавчій раді Гонконгу, є спеціальним радником Фонду обміну між Китаєм і США, заступником Голови Асоціації професійного та вищого адміністративного персоналу Гонконгу, членом благодійного трастового фонду «Fan» тощо Однак 28 лютого 2023 року було заявлено про те, що Фанні Ло піде у відставку з низки посад у гонконзькій компанії «CLP Holdings», включаючи посади незалежного невиконавчого директора компанії, а також члена Комітету з аудиту та ризиків, Комітету з кадрів, Комітету з винагород і пільг, а також Комітету зі сталого розвитку. 

## Скандал із реформами освіти
Будучи постійним секретарем з питань освіти та кадрів, задачею Фанні Ло було провести масштабні реформи у галузі. Її часто звинувачували у невідповідності ідей до реального світу, а також закликали піти у відставку. Ситуація погіршилася, коли у 2005 році троє вчителів покінчили життя самогубством, а потім у  2006 році ще двоє. Як було повідомлено, це сталося через стрес на роботі та надто поспішне впровадження реформ. Проте сама Фанні Ло відкинула ці звинувачення, заявивши, що якби це було пов'язано з реформами, тоді таких випадків було набагато більше. Хоча 10 січня 2006 року вона вибачилась за свої слова, 22 січня близько 17-15 тисяч вчителів провели акцію протесту проти реформ. 15 лютого 2007 року тодішній головний міністр адміністрації Гонконга - Дональд Цанг заявив про створення комісії, яка мала розглянути питання втручання в академічну свободу. За результатами розслідування, Фанні Ло була змушена подати у відставку. Пізніше суд першої інстанції постановив, що академічна свобода не була порушена. Повторний перегляд справи був дозволений у 2009 році, проте це не змінило висновків комісії. 

## Відзнаки
У 2017 році Фанні Ло була нагороджена Великою медаллю Баугінії, яка вважається найбільшою нагородою у Гонконзі. Ло отримала її за розширення Наукового парку Гонконгу та внесок у формування місцевої державної політики.
У 2021 році азійський підрозділ журналу «Tatler» вніс Фанні Ло до списку найбільш впливових людей, які формують Азію.

## Особисте життя
Про особисте життя Фанні Ло відомо не дуже багато. У неї є старший брат - Генрі Фан, який працює головою Управління лікарень Гонконгу. Також вона має чоловіка - Янькана Ло, який є лікарем за професією, та двох синів, які навчались у міжнародній школі Гонконгу, що керується Фондом англійських шкіл. За її ж словами, їй дуже пощастило з сім'єю, хоча їй і не завжди вистачало на неї достатньо часу. 
«На щастя, моя сім’я дуже терпляча та підтримує мене. Коли у моєму житті були темні часи, сім’я завжди була моєю опорою».